# Єреван

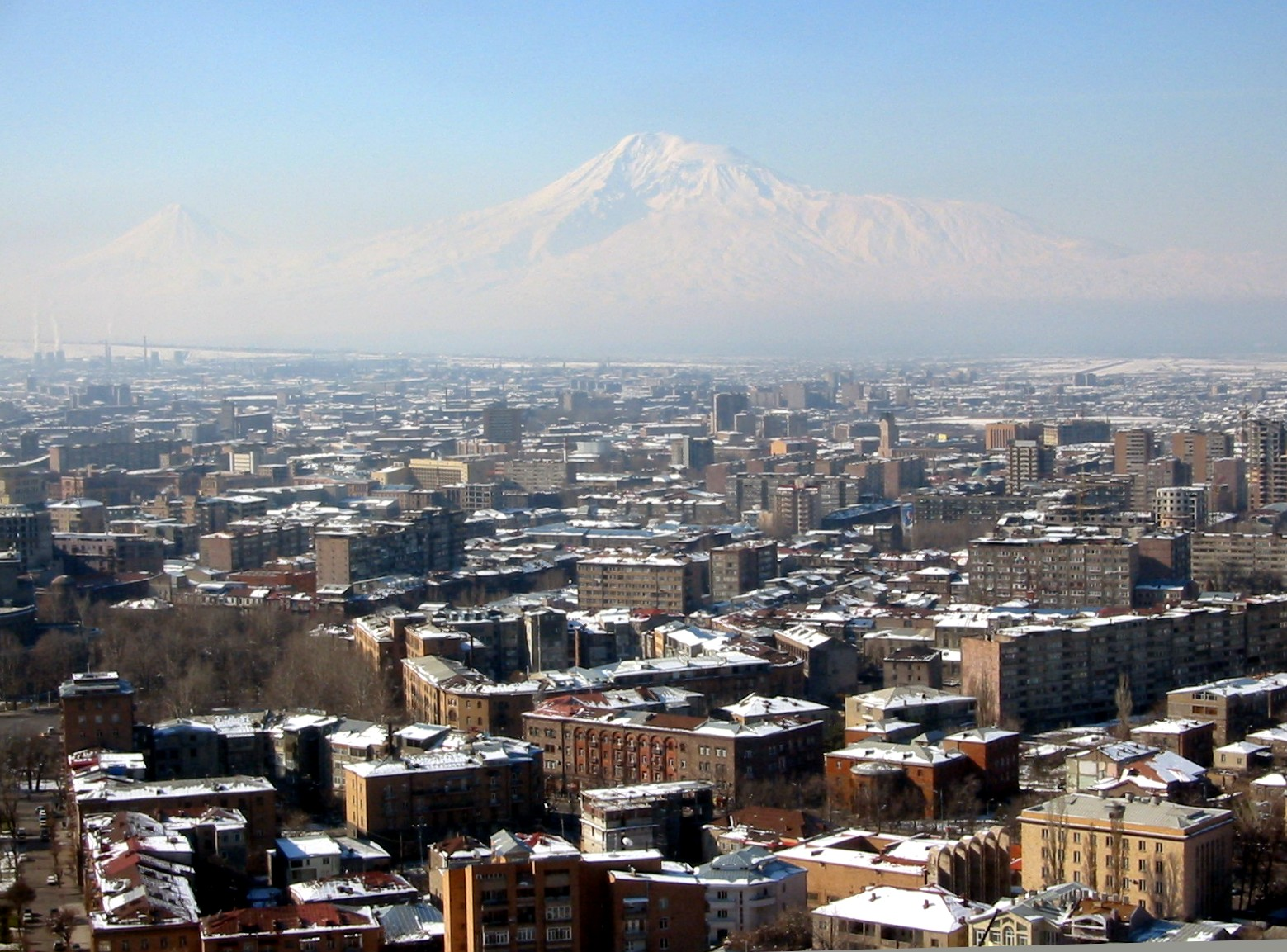
Вигляд Єревану. Можна побачити Арарат.

Єрева́н (вірм. Երևան) — столиця Вірменії, одне з найдавніших міст, що збереглися (засноване у 782 р. до н. е.).
Розташований на лівобережній (по річці Аракс) частині Араратської долини.
- Населення: 1,356 млн (2005).
- Висота над рівнем моря: від 900 до 1300 м, частина міста розташована на вулканічному плато на північ від Араратської долини.

Етимологія топоніма «Єреван» — ймовірно урартська; згідно з написом клинописом на знайденій в 1964 на території Єревана кам'яній плиті, місто засноване урартським царем Аргішті I в VII столітті до н. е.

## Історія

### Антична доба

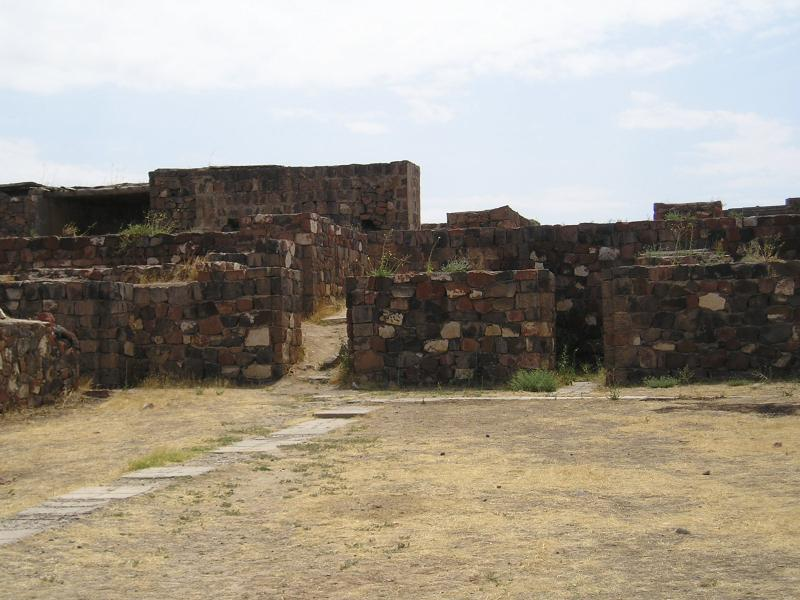
Руїни фортеці Еребуні.

Вірменські легенди зводять заснування Єревану до Ноя, виводячи назву міста з вигуку: «Єреванц!» (Вона з'явилася!), нібито зробленого Ноєм, коли від води оголилася вершина Малого Арарату. Це вважається прикладом т. з. народної етимології..

Роком заснування Єревана вважають рік заснування урартського міста Еребуні — 782 до н. е., розташованого на південній околиці сучасного Єревана. Відповідно до наскельної клинописної хроніки у Вані, Урартський цар Аргішті I на п'ятому році свого царювання збудував місто Еребуні. Напис на кам'яній плиті, знайденій в 1950 році на пагорбі Арін-Берду, дозволив ототожнити це городище з Еребуні. Напис каже: 
«Величчю бога Халді Аргишті, син Менуа, цю могутню фортецю побудував; встановив її ім'я Еребуні для могутності країни Біайні і для залякування ворожої країни. Земля була пустинною, могутні справи я тут вчинив…»
 Через сторіччя адміністративний і політичний центр області перемістився до фортеці Тейшебаіні, яка була заснована царем Русимом II на південно-західній околиці сучасного Єревана, а проте Тейшебаіні була розгромлена, мабуть скіфами, у роки падіння Урарту (590-ті до н. е.). Еребуні ж продовжив своє існування і в перську епоху, там, наприклад, знайдено мілетські монети, викарбувані близько 478 рік до н. е. Мабуть, тоді ж у вірменській мові його назву почали вимовляти як Еревуні, з переходом [b]> [v]. Існують гіпотези, втім нічим не підкріплені, що Еревуні був центром перської сатрапії Східна Вірменія. У V ст. була побудована найдавніша з єреванських церков — церква апостолів Петра і Павла (Петрос-Погосов; знесена в 1931). Поселення знаходилося в Гаварі (повіті) Котайк Айраратської провінції Великої Вірменії, за 20 кілометрів від її політичної та духовної столиці Вагаршапата (колишній Ечміадзін). Слід зауважити, що частина сучасного Єревану знаходиться також на території стародавнього гавара Арагацотн, оскільки кордоном між гаварами слугувала річка Раздан.

### Середні віки
Найперша згадка про місто у вірменському джерелі — «Книзі листів» належить до 607 року, коли якийсь Данило з Єревана згадується в числі вірменських церковників, що зберегли вірність рішенням Халкідонського собору. Далі Єреван згадується у зв'язку з арабським завоюванням: у серпні 650 р. його було обложено арабами, але безуспішно. Місто потрапило під владу арабів у 658 році. У 660 році там відбулося антиарабське повстання. З падінням арабської влади і відновленням вірменської державності, місто входило до складу Анійського царства Багратидів; в XI столітті воно було завойоване сельджуками. У XIV столітті населення міста, за попередніми даними, становило 15-20 тисяч осіб, проте розгром Тамерланом у 1387 р. завдав йому сильного удару. За часів правління Кара-Коюнлу і Ак-Коюнлу Єреван був важливим культурним центром, при тому що до 1441 р. керування залишалося в руках вірмен.

### Єреван в османсько-перську епоху
У XVI–XVII століттях Єреван (перс. ايروان), як і весь регіон, служив ареною спустошливих ірано-турецьких воєн, що серйозно вплинуло і на демографію регіону. В той час, як вірменське населення винищувалося, депортувалося і велося в полон, у регіон не лише стихійно, але і навмисно заселялися туркменські кочові племена, яких місцеві правителі розглядали як свою опору. Так, за словами Аббаскулі-ага Бакіханова, «шах Ізмаїл (Сефеві) вигнав з Іраку плем'я Баят частиною в Еріван, а частиною в Дербенд і Шабран, щоб посилити місцевих правителів».

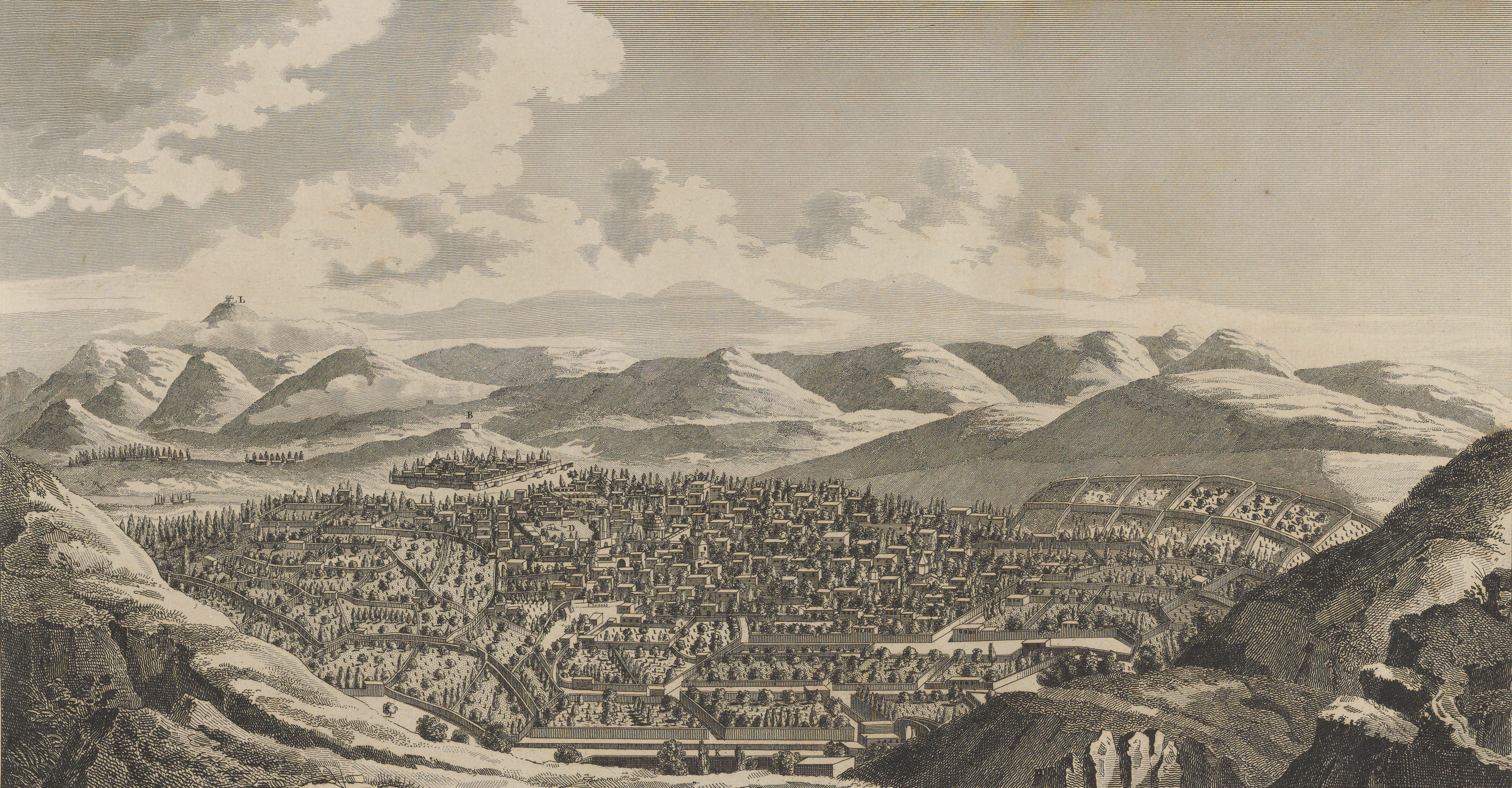
Панорама Єревана у 1672 році (гравюра з книги: Ж.Шардена)

У ході боротьби між Османською імперією та Персією, Єреван 14 разів переходив з рук в руки. На початку XVI століття місто захопив шах Ісмаїл Сефеві. У 1554 році двохсоттисячна турецька армія захопила і розорила Єреван, при цьому вирізавши велику кількість населення. У 1580 році місто було взяте військом турецького візира Лала Мустафа-паші, яке зруйнувало Єреван і взяло у полон 60 000 християн і мусульман. Наступник на посаді командувача, паша Фархат у 1582 році побудував у місті нову фортецю. Фортеця мала майже квадратну в плані форму — довжина 850 м, ширина 790 м, з трьох сторін обнесена подвійною стіною, і лише із західного боку — на стрімкому березі річки Раздан стіна була одинарна. Фортеця була забезпечена трьома воротами: Тебризькі на південь, Майданні (від площі, що знаходилася перед ними; також ворота Яйли) на північ і Мостові — у бік річки. Перед Майданними воротами знаходилося велике передмістя — так зване «старе місто». Червоний міст через річку, до якого виводили Мостові ворота, був побудований у 1679 р.; він прикривався побудованим на підвищенні укріпленням Кечігала. У 1604 р. фортеця була взята шахом Аббасом I. Португальський сучасник тієї епохи Антоніо де Гувеа писав:
Шах наказав взяти Еривань, яка повністю населена вірменами, земля оброблювана і плодоносна…
Однак перед лицем турецького контрнаступу, якому він не вважав себе в силах протистояти, Аббас уже наприкінці того ж 1604 року, за висловом вірменського історика XVII століття Аракела Давріжеці, «наказав виселити всіх жителів Вірменії — і християн, і євреїв, і мусульман — до Персії, щоб османи, прийшовши, знайшли б країну збезлюділою». Виведення населення Єревану було доручено Аміргуна-хану. «Перські війська, послані виселяти народ, піднявши, виганяли його з сіл і міст, піддавали вогню і безжально спалювали всі поселення, будинки та житло». Персам, однак, вдалося закріпити за собою Східну Вірменію, і, за словами Гувеа:
…Протягом нетривалого часу місто було відновлено і знову заселено, але цього разу магометанами, а не християнами вірменами, яких цар виселив углиб Персії…

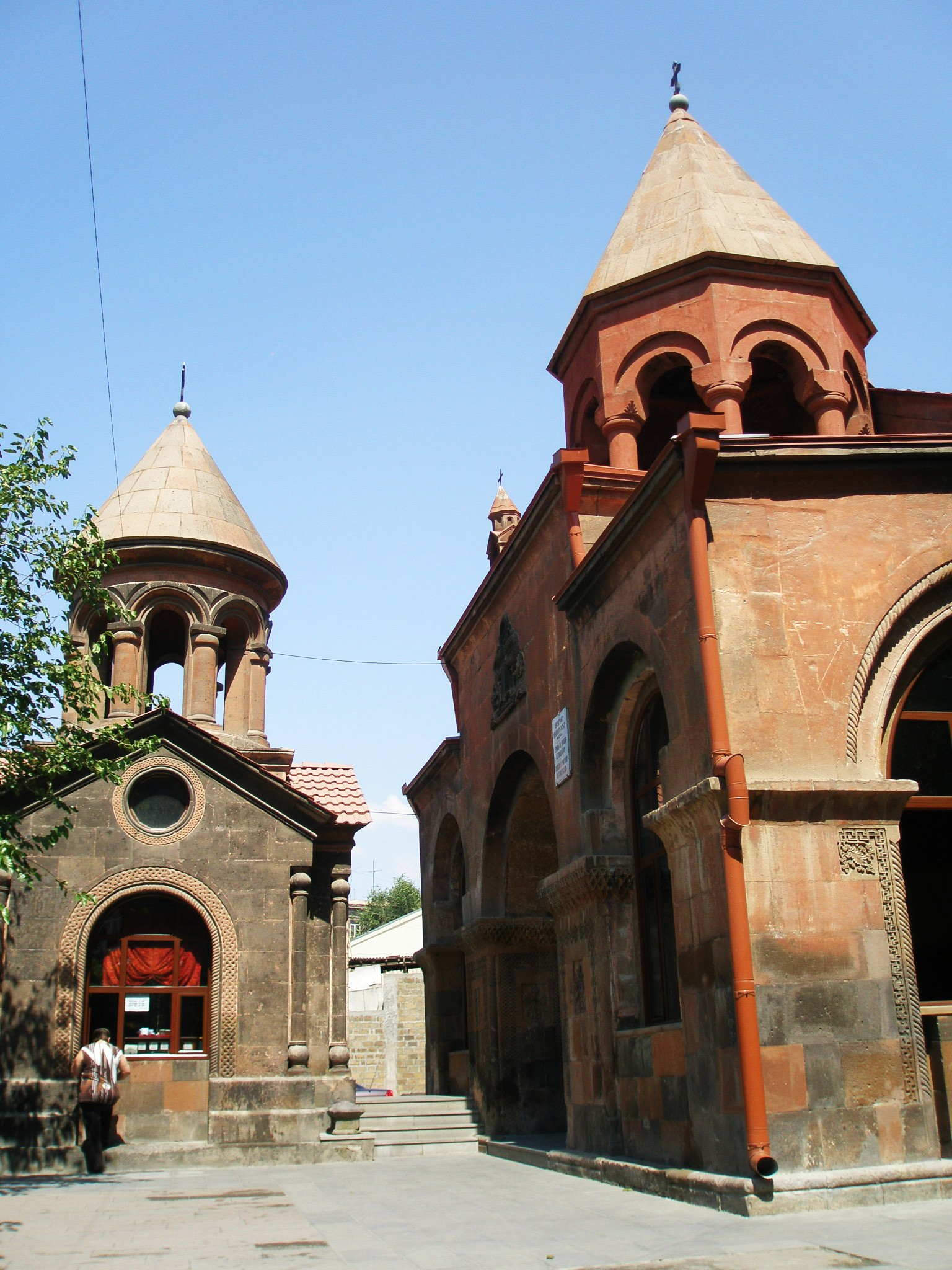
Церква Зоравар, XVII століття

У 1635 р. Єреван (осм. روان) знову був захоплений турками, але через кілька місяців після тривалої облоги відбитий персами. За турецько-перською мирною угодою в 1639 р. остаточно увійшов до складу Персії. З крахом Сефевідської імперії, Єреван був знову захоплений турками (1723). Французький автор тих років Д. Сагредо пише:
…Інша група турецької армії, яка увійшла до Персії з боку Ерівану, штурмом захопила це місце, знищила тридцять тисяч вірмен…
Через 10 років місто було повернуто Надір-шахом.

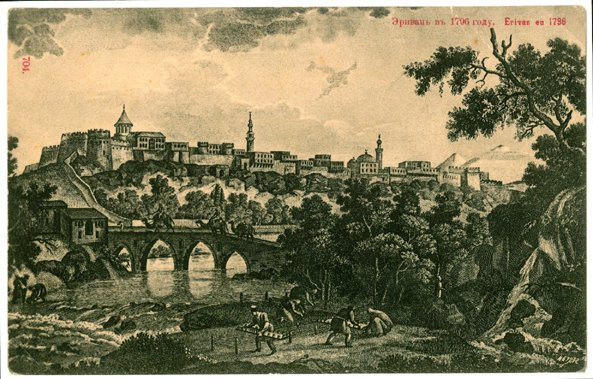
Єреван у 1796 році

У Персії Єреван був центром беглербегства, правитель якого носив титул Сардар, з 1747 року — хана. Єреванське беглярбекство часто називалося не тільки за назвою міста, а й Чухур Са'д (перс. چخور سعد, вірм. Չուխուր Սադ) — «місцевість Са'д», за ім'ям курдського племені са'адлу, багато представників якого правили і займали адміністративні пости в беглербекстві. У Ериванському ханстві і його столиці мусульмани (перси, тюрки (в основному азербайджанці) і курди) становили 80 % населення, вірмени — 20 % і жили в основному в Єревані і селах. Вірмени панували в ремеслі і торгівлі області і мали велике значення для перської адміністрації. Безпосередніми керівниками вірмен Єревану був рід Меліків Агамалянів. Меліки мали повну адміністративну і судову владу над місцевими вірменами, за винятком права засуджувати до смертної кари (яким володів тільки Сардар). Місто поділялося на три квартали (махала): два мусульманських та один вірменський. Вірменський квартал називався Конд; він був розташований у північно-західній частині міста, у ньому було розташовано 4 найстаріші вірменські церкви міста (всього їх було 10). Там же знаходився розкішний, оточений садом палац Меліків Агамалянів. Евлія Челебі нарахував у місті 2060 «критих глиною будинків»; до моменту ж російського завоювання (1827) місто мало 1 700 будівель, 850 крамниць, 7 церков, 10 лазень, 7 великих караван-сараїв, 5 площ (майданів), 2 базари, та 2 школи.
У результаті війн, до 1804 населення Єревана скоротилося до 6 тис. жителів, але вже у 1827 населення міста становило вже понад 20 тисяч.

### Єреван під російською владою

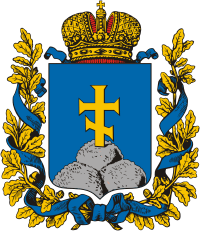
Герб Ериванської губернії.

Під час першої російсько-перської війни, Єреванська фортеця двічі безуспішно була атакована росіянами (в 1804 р. Ціціановим і в 1808 р. Гудовичем). 5 жовтня 1827 Єреван був узятий військами Паскевича (який отримав за цей титул графа Ериванського). В наступному році за умовами Туркманчайського миру Ериванське ханство увійшло до складу Російської імперії. Еривань стала столицею Вірменської області (з 1849 р. — Ериванська губернія). П'ятнадцята стаття Туркманчайського мирного договору дозволяла протягом року вірменам — підданим Персії — перейти за Аракс, який став новим кордоном Російської імперії з Персією.

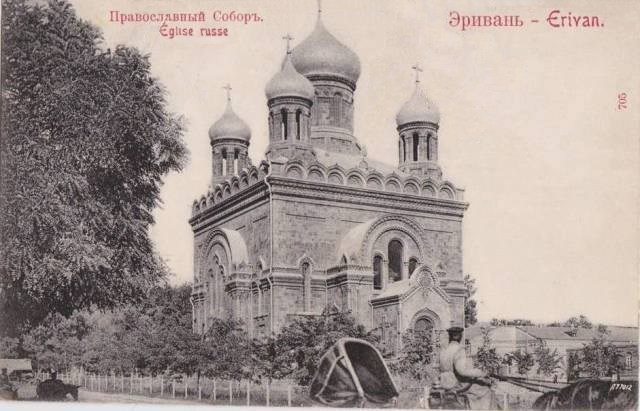
Православний собор

До початку XX століття населення міста зросло до 29 033, з них мусульман (тюрки, курди, перси) — 49 %, вірмени — 48 %, росіяни — 2 %. У місті було 8 церков (6 вірменських і 2 православні) і 7 шиїтських мечетей. Найдавніша з церков, Петра і Павла, була побудована в V столітті. Виділялася також дзвіниця церкви Катогік XII ст.; Церква Зоравар (1691–1705) була знаменита тим, що там, за переказами був похований апостол Ананія.
З єриванських мечетей збереглася Гусейналі хана (Блакитна мечеть), нещодавно відреставрована іранськими майстрами.
Незважаючи на статус столиці губернії, Еривань зберігала вигляд бідного провінційно-східного міста, з одно-двоповерховими глинобитними будинками, вузькими кривими вуличками. Палац сердарів і фортеця лежали в руїнах; з виробництва були тільки коньячний і цегельний заводи та кілька дрібних фабрик. У 1902 році через Еривань пройшла перша залізнична лінія, що з'єднала її з Александрополем (Гюмрі) і Тифлісом, в 1908 році друга лінія з'єднала його з Джульфою і Персією, що сприяло її економічному розвитку. В 1912 оборот промисловості становив 847,7 тис. руб., з них 600,9 тис. руб. припадало на виноробство. У місті були гімназія, жіноча прогімназія і вчительська семінарія.
Руїни фортеці, в 1853 році зруйнованої землетрусом, в 1865 р. були куплені купцем Нерсесом Таїрянцом, який у 1877 відкрив на них винний, а потім і коньячний завод, у 1898 перейшов до Миколи Шустова (нині Єреванський коньячний завод).
Вже після початку Першої світової війни була запущена перша трамвайна лінія.

### Єреван— столиця Вірменії

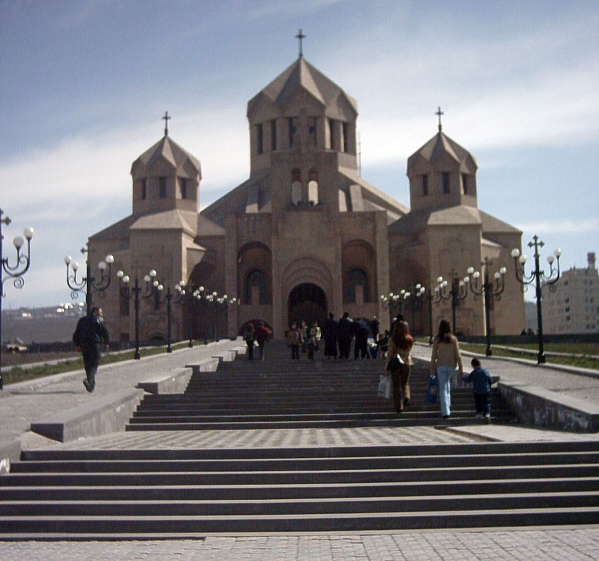
Собор св. Григорія Просветителя

У травні 1918 р. Еривань стає столицею Республіки Вірменія. На початку грудня 1920 Еривань була зайнята Червоною Армією. 18 лютого 1921 р. в результаті загальнонаціонального повстання Радянська влада була скинута, проте 2 квітня РСЧА знову вступила в Єреван, у якому на 70 років встановилася Радянська влада.
За Радянської влади починається масштабна реконструкція Єревану, що проводиться з 1924 р. за проєктом Олександра Таманяна, який розробив особливий національний стиль з використанням елементів традиційної церковної архітектури і туфу як будівельного матеріалу. В ході цієї реконструкції, місто повністю змінило свій вигляд, майже всі раніше побудовані будівлі були знищені (у їхньому числі — фортеця, чий камінь пішов на облицювання набережної, палац Сердара, майже всі церкви і мечеті). Були прокладені нові вулиці, Єреван було електрифіковано, проведено водопровід і каналізацію. Лісопосадки на навколишніх пагорбах поклали край пиловим бурям, що були бичем старої Єривані.
Архітектурним центром ансамблю нового Єревана стала площа Леніна (нині — Республіки). На площі, розташовані два Будинку уряду (1926-41, А. І. та Г. А. Таманяни і 1955, С. А. Сафарян, В. А. Аревшатян, Р. С. Ісраелян), історичний музей Вірменії, готель «Вірменія», будівля міністерства зв'язку та Ради профспілок (всі три М. В. Григорян, Е. А. Сарапян, 1956—1958). Серед великих громадських будівель, що визначають вигляд Єревана: Театр опери та балету ім. О. О. Спендіарова (1926-39, арх. А. І. Таманян; завершено в 1953), центральний критий ринок (1952, арх. Г. Г. Агабабян, інженер А. А. Аракслян), комплекс коньячного заводу (1952 , арх. О. С. Маркарян), сховище стародавніх рукописів Матенадаран (1959, арх. М. В. Григорян), Театр ім. Г. Сундукяна (1965, архітектори Р. Б. Алавердян, Р. А. Бадалян), Єреванський державний ляльковий театр імені Ованеса Туманяна, Музей історії м. Єревана (1968, архітектори Ш. Р. Азатян, Б. А. Арзуманян, скульптор А. А. Арутюнян), пам'ятники Давиду Сасунському (1959, скульптор Е. С. Кочар) і жертвам Геноциду вірмен 1915 (1967, архітектори А. А. Тарханян, С. Г. Калашян). У 1968 р. був відкритий Музей «Еребуні», присвячений історії Еребуні і Тейшебаіні. 1941 року було відкрито зоопарк.
З початку 1988 року в Єревані на площі біля Оперного театру починаються масові мітинги карабаського руху, які переросли в рух за незалежність Вірменії. У 2001 р. був освячений новий Кафедральний собор Святого Григорія Просвітителя.

## Клімат
Клімат помірно континентальний, посушливий. Літо жарке і сухе, зима м'яка і малосніжна. Осінь довга і тепла, аж до середини листопада стоїть тепла погода. Весна починається з березня.
| Клімат Єревана           | Клімат Єревана | Клімат Єревана | Клімат Єревана | Клімат Єревана | Клімат Єревана | Клімат Єревана | Клімат Єревана | Клімат Єревана | Клімат Єревана | Клімат Єревана | Клімат Єревана | Клімат Єревана | Клімат Єревана |
| Показник                 | Січ.           | Лют.           | Бер.           | Квіт.          | Трав.          | Черв.          | Лип.           | Серп.          | Вер.           | Жовт.          | Лист.          | Груд.          | Рік            |
| Абсолютний максимум, °C  | 19,5           | 19,6           | 26,0           | 35,0           | 34,2           | 38,6           | 41,6           | 41,8           | 40,0           | 34,1           | 28,5           | 18,1           | 41,8           |
| Середній максимум, °C    | 0,5            | 3,3            | 10,8           | 18,6           | 24,2           | 28,8           | 33,0           | 32,6           | 28,4           | 20,7           | 12,5           | 4,1            | 18,1           |
| Середня температура, °C  | −3,5           | −1             | 5,7            | 12,7           | 17,5           | 21,9           | 25,9           | 25,1           | 20,6           | 13,1           | 6,4            | 0,1            | 12,0           |
| Середній мінімум, °C     | −8,1           | −6,1           | −0,3           | 6,2            | 10,8           | 14,3           | 17,9           | 17,8           | 12,9           | 7,2            | 1,9            | −3,9           | 5,6            |
| Абсолютний мінімум, °C   | −27,6          | −26            | −19,1          | −6,8           | −0,6           | 3,7            | 7,5            | 7,9            | 0,1            | −6,5           | −14,4          | −27,1          | −27,6          |
| Норма опадів, мм         | 21             | 24             | 32             | 37             | 43             | 21             | 10             | 7              | 10             | 27             | 22             | 23             | 277            |
| ------------------------ | -------------- | -------------- | -------------- | -------------- | -------------- | -------------- | -------------- | -------------- | -------------- | -------------- | -------------- | -------------- | -------------- |
| Джерело: Погода и климат |                |                |                |                |                |                |                |                |                |                |                |                |                |

## Адміністративний поділ

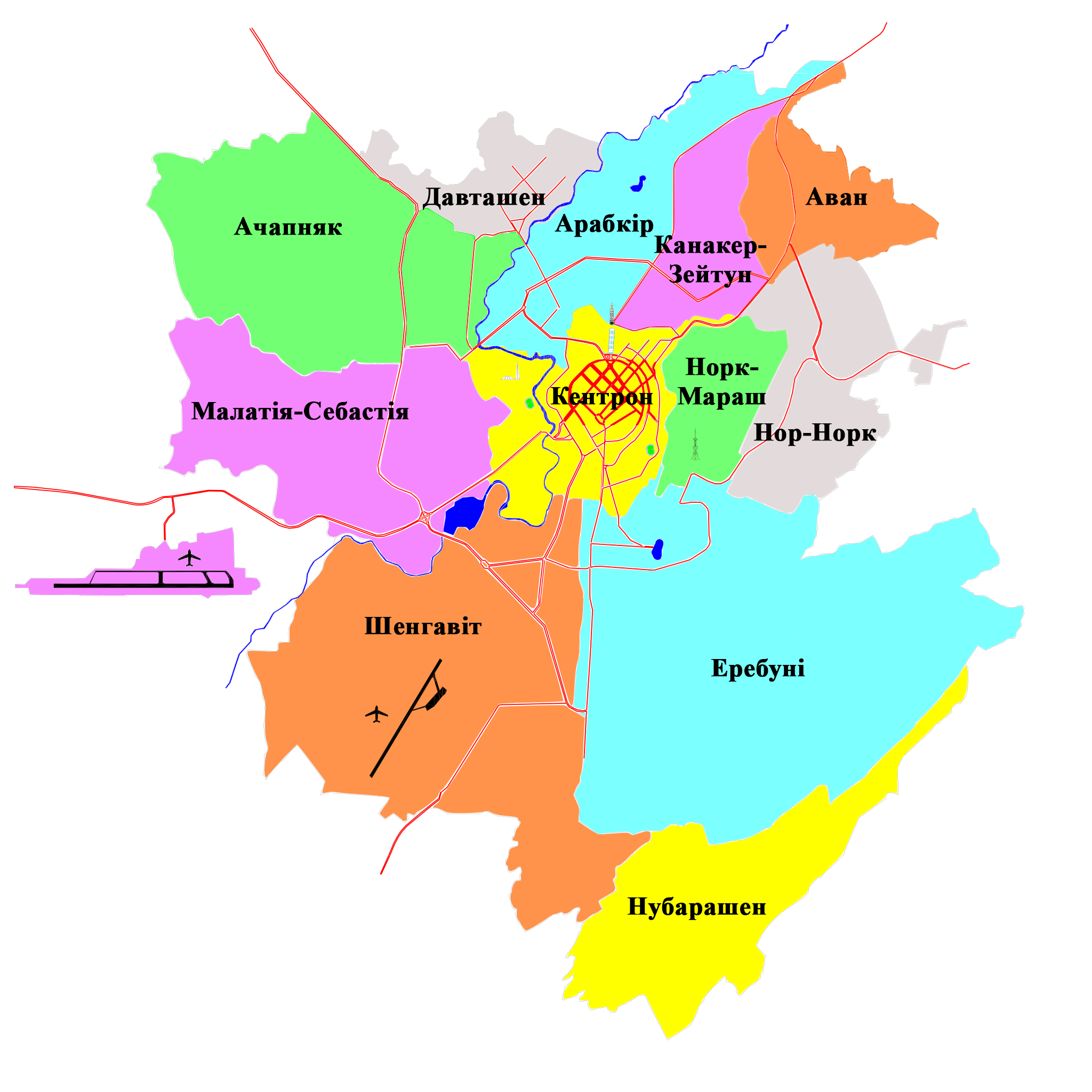
Адміністративний поділ Єревана.

Місто поділяється на 12 округів, які в свою чергу поділяються на квартали:
| Округ            | Площа | Населення, осіб (2010) | Квартали                                                                                             |
| ---------------- | ----- | ---------------------- | --- |
| Аван             | 8,37  | 50900                  | Аван (Варужан, Дурян, Чаренц, Ісаакян, Ованнісян, Саят Нова, Брюсов, Туманян), Аван Аріндж, Агні Анк |
| Арабкір          | 12,35 | 131000                 | Новий Арабкір (Комітас), Айгедзор, інститут імені Мергеляна, Райком                                  |
| Ачапняк          | 25,00 | 108000                 | Ачапняк, Норашен, Назарбекян, Сілікян, Лукашін, Ваагні, Анастасаван, Черьомушки                      |
| Давташен         | 6,71  | 41000                  | Давташен, Північний Давташен                                                                         |
| Еребуні          | 48,41 | 121500                 | Еребуні, Нор Ареш, Сарітах, Вардашен, Мушаван, Верін Джрашен, залізничний вокзал, Бутанія            |
| Канакер-Зейтун   | 8,10  | 79100                  | Канакер, Новий Зейтун, Монумент                                                                      |
| Кентрон          | 14,20 | 130400                 | Малий Кентрон, Норагюх, Нова Килікія, Айгестан, Конд                                                 |
| Малатія-Себастія | 25,80 | 141500                 | Нова Малатія, Бангладеш, Шаумян, Араратян, Ахтанак                                                   |
| Норк-Мараш       | 4,60  | 11300                  | Норк, Норк-Мараш                                                                                     |
| Нор-Норк         | 14,47 | 146400                 | Нор Норк, Джрвеж, Багреванд                                                                          |
| Нубарашен        | 18,11 | 9600                   | Нубарашен                                                                                            |
| Шенгавіт         | 4,05  | 145900                 | Нижній Шенгавіт, Верхній Шенгавіт, Нижній Чарбах, Верхній Чарбах, Норагавіт, Аерація                 |

## Населення

### Чисельність населення
| 1833  | 1840  | 1856  | 1867  | 1870  | 1885  | 1897  | 1923  | 1926  | 1937   | 1939   | 1959   | 1970   | 1979    | 1989    |
| 11280 | 12310 | 13179 | 14342 | 15040 | 14555 | 29006 | 48163 | 67121 | 171507 | 200396 | 509340 | 766705 | 1019213 | 1201539 |

| 2001      | 2006    | 2007    | 2008    | 2009    | 2010    | 2011    | 2012    | 2013    | 2013    |
| 1 091.235 | 1 104.9 | 1 107.8 | 1 111.3 | 1 116.6 | 1 104.9 | 1 060.1 | 1 129.3 | 1 067.0 | 1 068.3 |

## Економіка

### Туризм

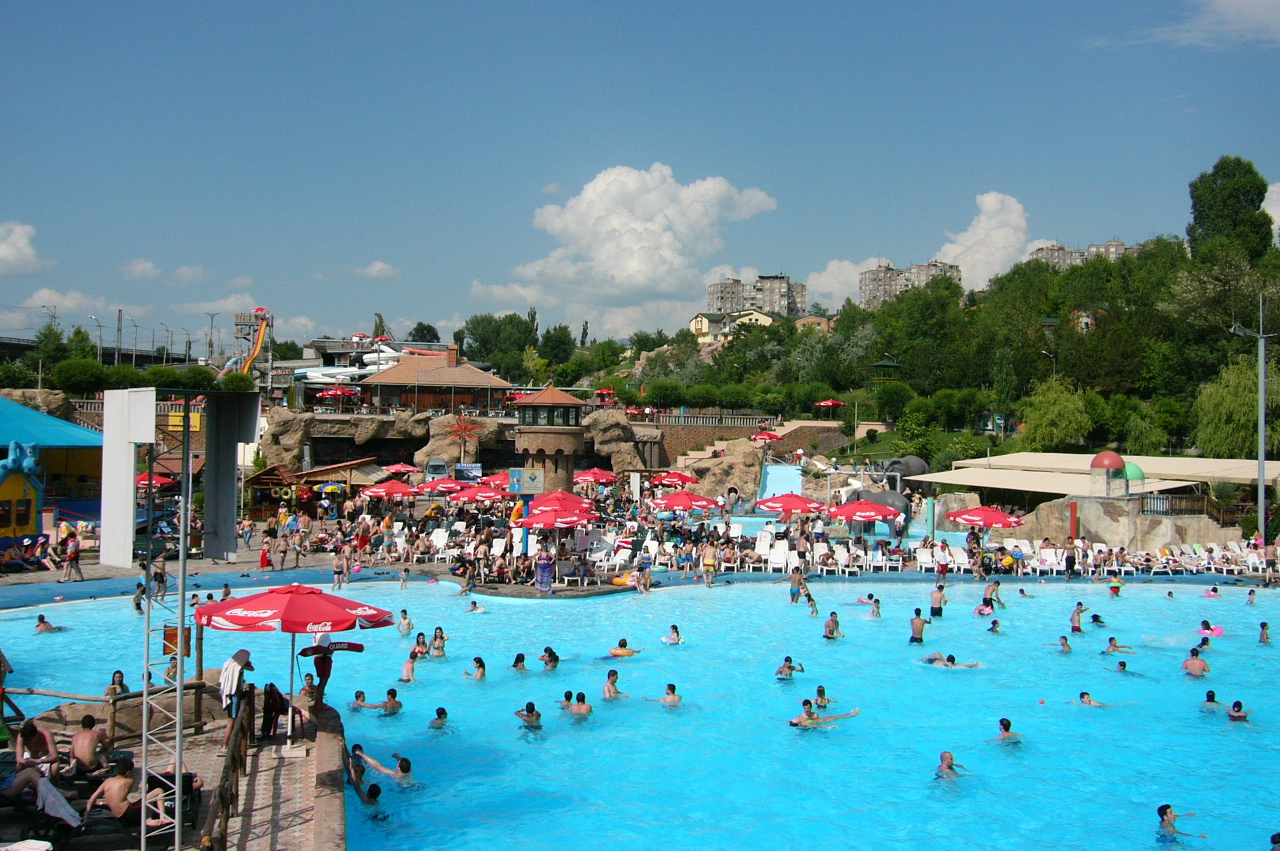
Єреванський аквапарк

В останні роки у Вірменії створені сприятливі умови для туристів. Побудовано безліч об'єктів туристичної інфраструктури, створено багато цікавих туристичних маршрутів та діють як місцеві туристичні компанії, так і світові гіганти цієї галузі. Вірменія має величезний потенціал у сфері туризму, а точніше в сферах екотуризму, гірськолижного туризму, альпінізму, тощо.

### Готелі Єревана
У столиці Республіки Вірменії на 2013 рік розташовано близько 80 готелів, які відповідають всім світовим стандартам. У Єревані представлено безліч відомих готельних мереж, такі як Marriott, Golden Tulip, Ramada, Golden Palace, Best Western, Metropol і так далі. Так само в Єревані будується готель Hilton Hyatt і Kempinski.

### Промисловість
- Єреванський коньячний завод (ЄКЗ) — провідне підприємство Вірменії з виробництва алкогольних напоїв;
- Хімічний завод з виробництва синтетичного каучуку «Наїріт»;
- Завод з виробництва алюмінію «Армена»;
- Єреванська ТЕЦ (550 тис. кВт) ;
- Канакерська та Єреванська станції Севано-Разданського каскаду ГЕС;
- Єреванська ГЕС-2.

### Роздрібна торгівля
У Єревані діють мережі супермаркетів «Сас», «Єреван-Сіті», «Вас», «Бест» та інші. Побутова техніка продається в магазинах Samsung, iStore, AG, Aray, ZigZag і подібних, діє місцеве відділення компанії Microsoft.

### Фінанси
NASDAQ OMX Armenia (до 27 січня 2009 року називалася Вірменська фондова біржа) є єдиною фондовою біржею, що діє у Вірменії. Була заснована в лютому 2001 року.

## Транспорт

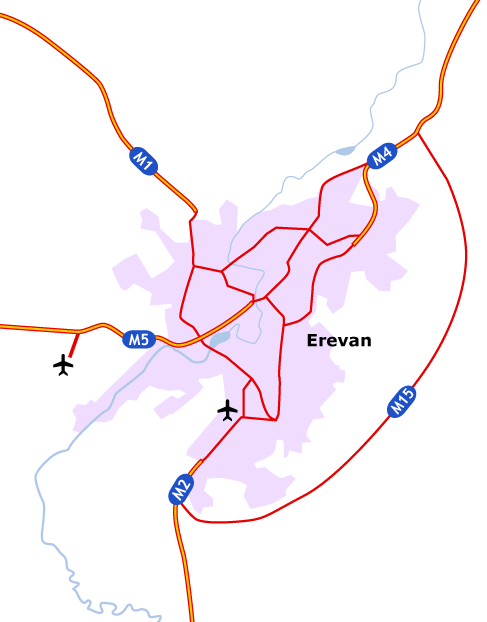
Схема головних автодоріг Єревана

### Аеропорти

#### Звартноц
Міжнародний аеропорт «Звартноц» розташований за 12 км на захід від Єревана, має транзитну зону. Працює цілодобово. Здатний приймати будь-які типи повітряних суден. За останні 7 років на території аеропорту зведені нові сучасні термінали. На цей момент «Звартноц» може обслуговувати до 3,5 млн пасажирів на рік.

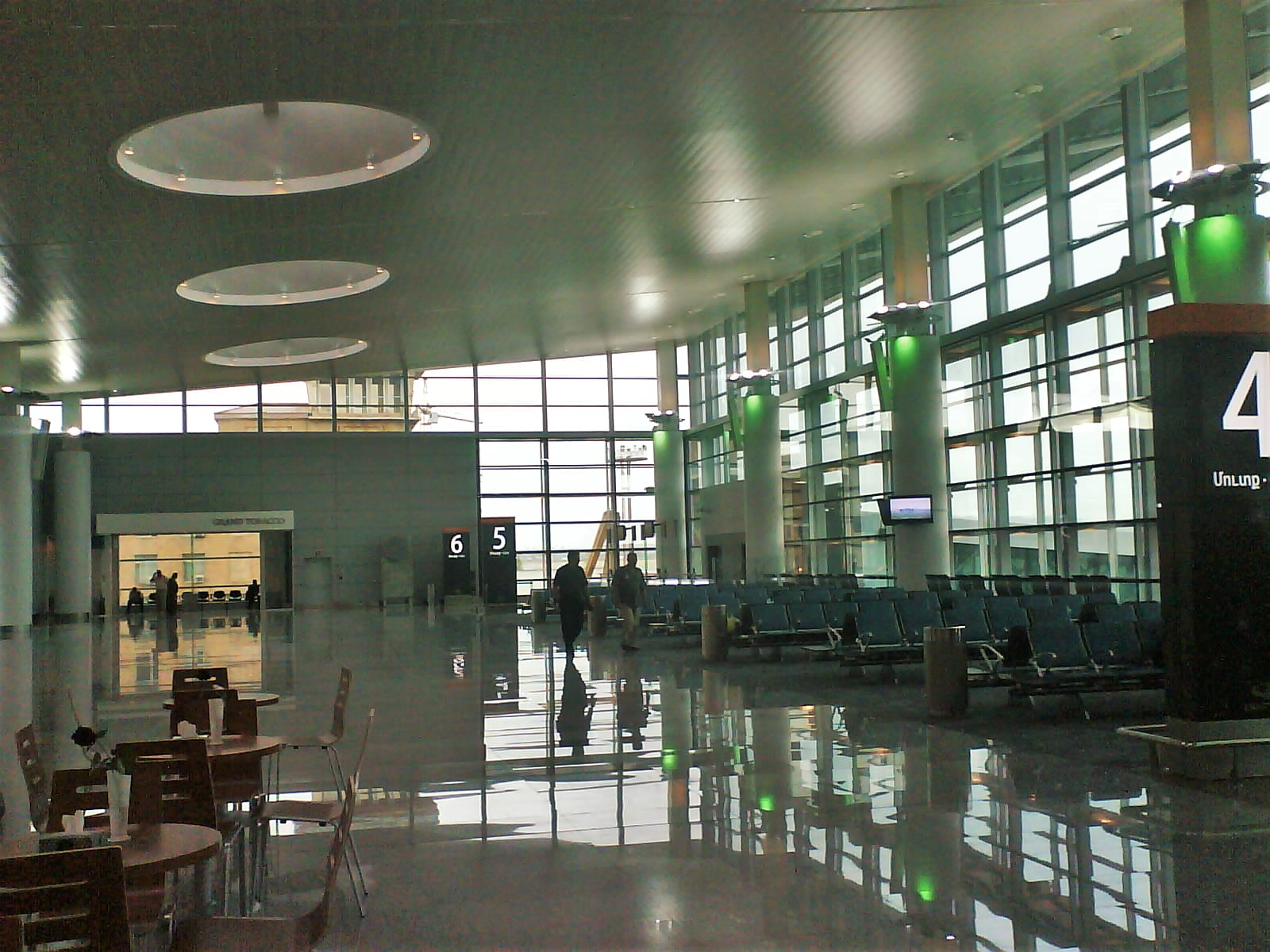
Новий термінал аеропорту Звартноц
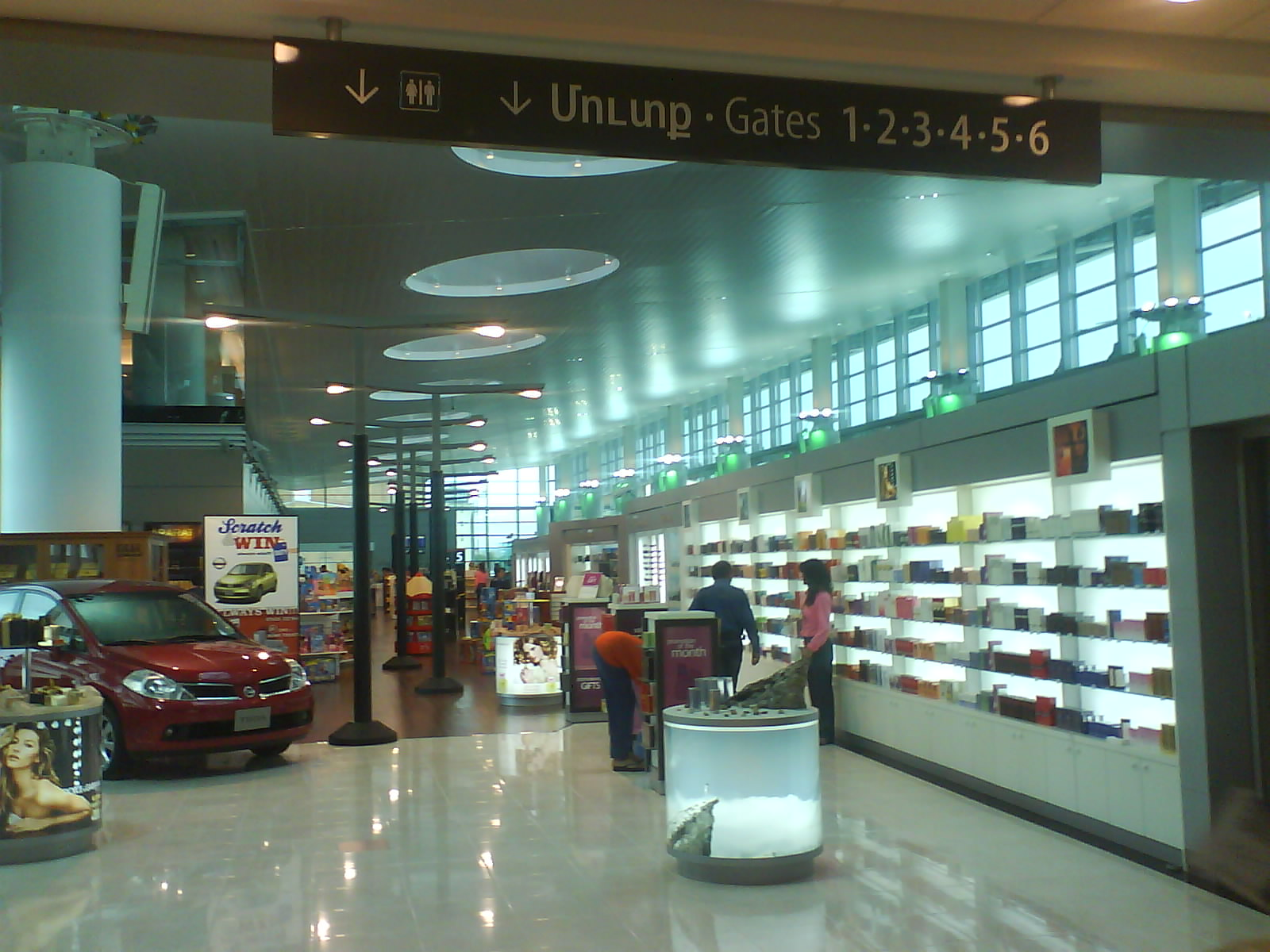
Зал вильоту пасажирів міжнародних авіаліній

#### Еребуні
Аеропорт «Еребуні» — змішаний цивільний та військовий аеропорт. Він розташований в 7,3 км на південь від центру Єревану. Останнім часом аеропорт переважно використовується російськими військовими. Водночас, аеропорт використовується також приватними підприємствами, що виконують чартерні вертолітні польоти як усередині країни, так і в країни СНД, а також у Степанакертський аеропорт.

### Залізниця
Єреван (вірм. Երեւան) — залізнична станція в столиці Вірменії Єревані на площі Давида Сасунського. Поруч розташована станція Єреванського метрополітену Сасунци Давид.
Дальнє пасажирське сполучення представлено двома міжнародними поїздами: зимовим Єреван — Тбілісі та літнім Єреван — Батумі.
- Швидкий поїзд «Вірменія» № 372/371 Єреван — Тбілісі курсує взимку: відправлення з Єревану по непарних днях, з Тбілісі по парних;
- Швидкий поїзд № 202/201 Єреван — Батумі курсує в літній час (з червень по вересня за графіком поїзда № 372/371).

Приміське залізничне сполучення пов'язує Єреван з Армавіром, Араксом, Гюмрі, Араратом, Ерасх, Раздані (всього 8 пар, з яких 3 приміські, 2 місцеві та 3 швидкі).

### Метрополітен

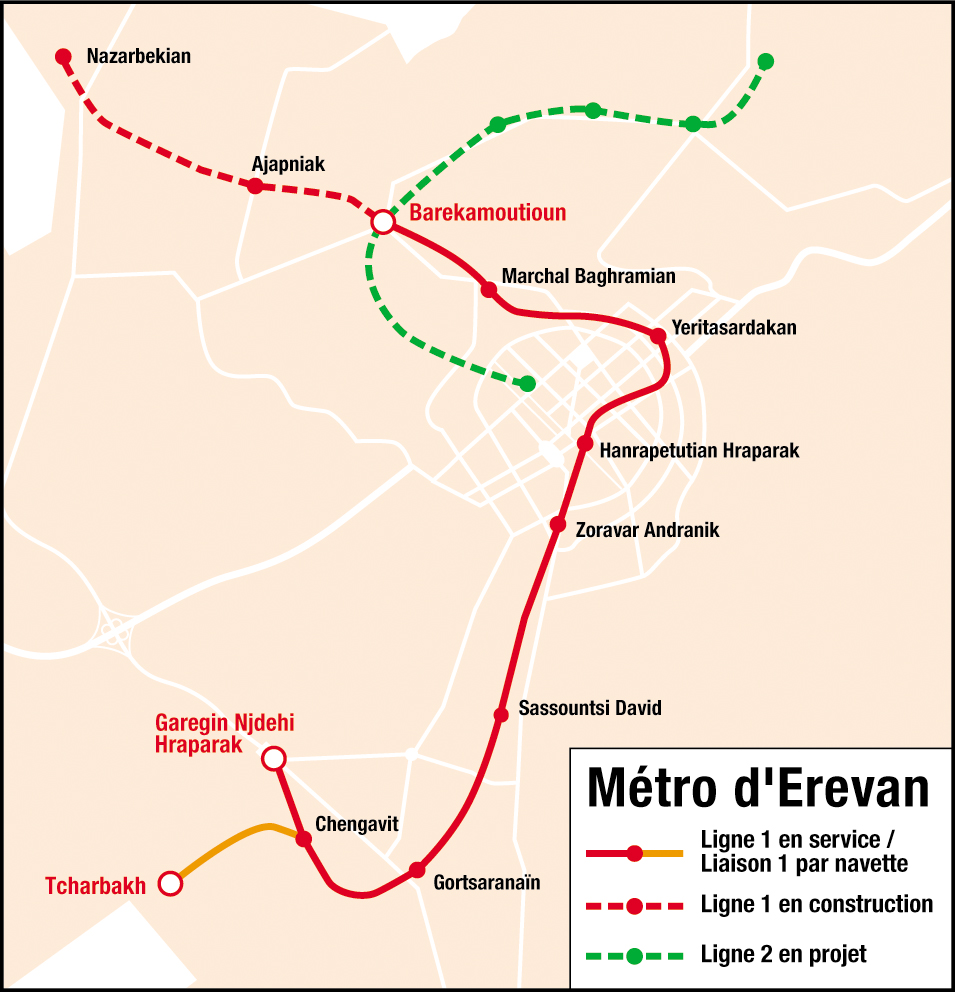
Схема Єреванського метро

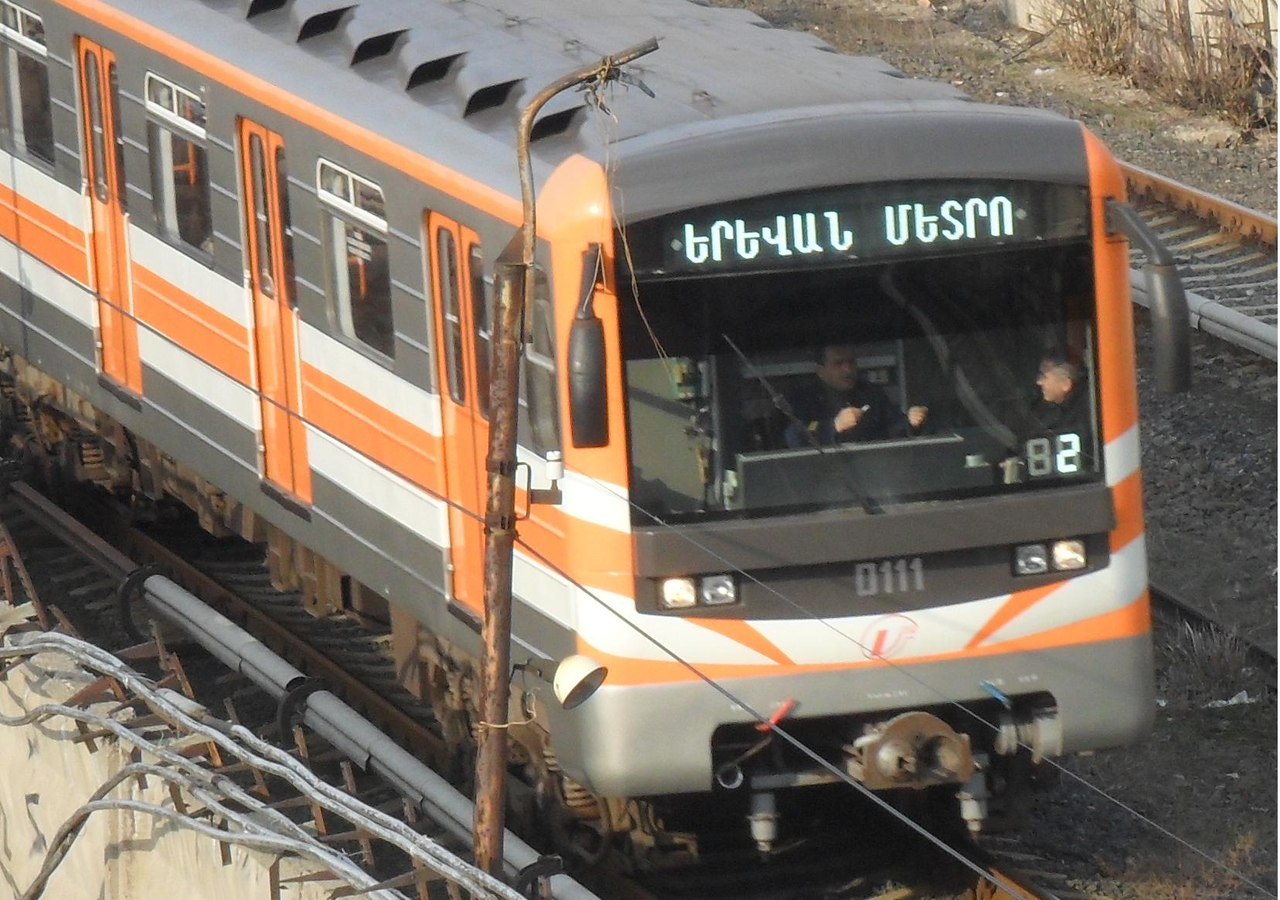
Вагони метро

Єреванський метрополітен був відкритий 7 березня 1981 та складається з однієї лінії з десятьма станціями, а також додаткової одноколійної гілки. Першим відрізком метрополітену став відрізок «Дружба» (вірм. «Барекамутюн») — «Давид Сасунський» (вірм. «Сасунци Давид»). Довжина метрополітену становить 13,4 км. За рік пасажиропотік становить 21 млн пасажирів. У зв'язку з низьким пасажиропотоком на лінії використовуються двовагонні потяги з вагонів типів 81-717 та 81-71M. Решта вагонів простоюють у депо «Шенгавіт». Вартість проїзду становить 100 драм. Метрополітен з'єднує північно-західну частину міста через центр з південною частиною міста. Метро в Єревані працює з 6:30 до 23:30.
Планується будівництво перпендикулярної другої лінії Єреванського метрополітену.

### Тролейбус
1949 року в Єревані був відкритий перший тролейбусний маршрут. Перший тролейбусний парк для нього був відкритий у 1957 році. Тролейбус швидко розвивався в Єревані. З будівництвом нових житлових масивів туди одразу ж прокладали тролейбусну лінію. До кінця 2006 року в Єревані залишилося трохи більше 50 тролейбусних машин. Якщо в радянські часи максимальна кількість тролейбусних ліній досягала 27, то сьогодні залишилося лише 7, випуск на які може сягати від одного до 16 тролейбусів. Є два тролейбусні депо. У центрі міста та вздовж базарів контактна мережа перевішені на 2-й, 3-й ряди, оскільки на жвавих магістралях вздовж узбіч скупчуються різний автотранспорт та маршрутні таксі, які не поступаються місцем тролейбусу. В 2005—2006 рр. в центрі Єревану були встановлені зупинкові покажчики, виготовлені за європейським зразком. Проїзд оплачується при виході, а вартість проїзду становить 50 драм. У 2005 і в травні 2006 р. в Єреван надійшла партія з тролейбусів Renault, подарованих владою французького міста Ліона. А у вересні 2007 було куплено 18 нових тролейбусів марки «ЛіАЗ» 2007 випуску, привезених з Волгограду.

### Трамвай
Єдиним містом Вірменії, де коли-небудь існував трамвай, був Єреван. 29 вересня 1906 була відкрита Еріванська міська кінно-рейкова дорога підприємця Мірзояна. Цей вид вузькоколійного кінного трамваю існував до серпня 1918 року, коли внаслідок війни трамвай був зруйнований.
З 1932 року був проведений запуск трамвая по широкій колії електротягою. Число трамвайних вагонів у середньому кожні п'ять років збільшувалася на 25 %, і якщо в 1933 воно становило 16, то в 1945 вже 77 вагонів, а в 1965 — 222 одиниці рухомого складу. Використовувалося два види трамваїв — 71-605 та РВЗ-6М2. У зв'язку з тим, що витрати на трамвай були вищими в 2,4 рази порівняно з автобусами, а також у зв'язку з дорогою електроенергією та проблемами, які створював трамвай під час проходження Київського мосту в Єревані, 21 січня 2004 рух трамваїв у Єревані було офіційно закрито. Велика частина шляхів розібрана, трамваї розрізані на металобрухт, трамвайне депо використовується різними приватними підприємствами, а підстанція обслуговує тролейбуси.

### Канатна дорога
Канатна дорога з'єднує Норкське плато з центром міста. Вона дозволяє скоротити більш ніж у 5 разів, порівняно з автомобілем, час шляху до плато. На канатній дорозі влаштовані дві станції, одна на стику вулиць Налбандяна та Чаренца, інша — на Норкському плато. Відстань між станціями 540 метрів при різниці висот — 109 метрів. Вагонетка проходить цю відстань за 2,5 хвилини. На канатній дорозі в Єревані 2 березня 2004 з великої висоти впав вагон, у якому перебували 8 людей. Внаслідок трагедії 3 особи загинули, 5 — поранені. За словами фахівців, що працюють на місці аварії, версія перевантаження вагона, розрахованого на 12 пасажирів, виключається. У зв'язку з інцидентом канатна дорога закрита.

## Суспільство

### Освіта

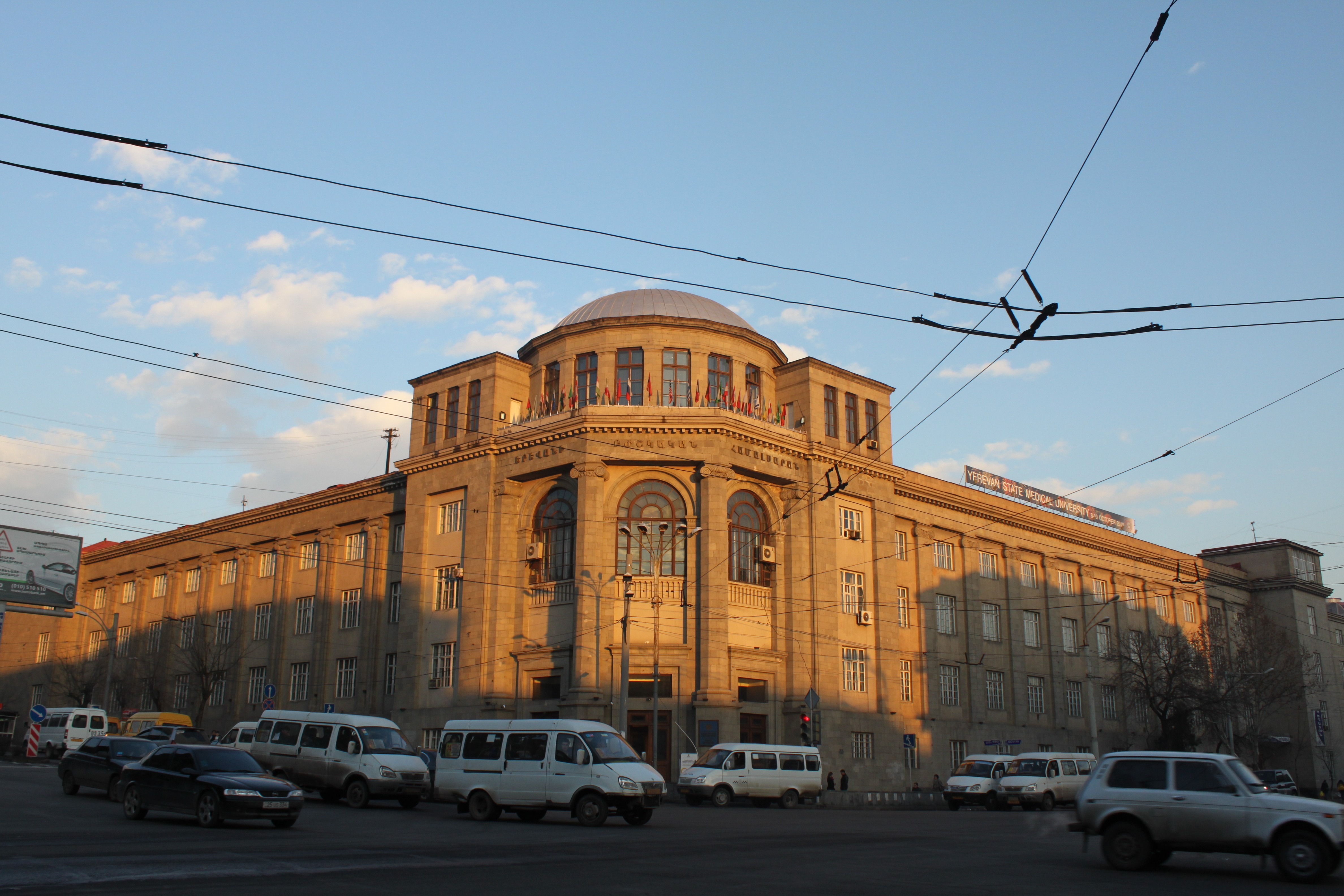
Головна будівля Єреванського державного медичного університету

- Національний аграрний університет Вірменії
- Державний інженерний університет Вірменії
- Єреванська державна консерваторія імені Комітаса
- Єреванська державна художня академія[ru]
- Єреванський державний інститут театру і кіно
- Єреванський державний лінгвістичний університет імені В. Я. Брюсова
- Єреванський державний медичний університет імені Мхітара Гераці
- Вірменський державний педагогічний університет імені Хачатура Абовяна
- Єреванський державний університет
- Єреванський державний університет архітектури і будівництва[ru]
- Вірменський державний економічний університет
- Єреванський університет «Айбусак»[ru]
- Єреванський університет менеджменту
- Російський Державний університет туризму та сервісу[ru] (ЄФ)
- Російсько-вірменський (слов'янський) університет
- Вірменський державний інститут фізичної культури і спорту[en]
- Вірменський медичний інститут[ru]
- Міжнародний університет «Євразія»[ru]
- Французький університет у Вірменії

## Поріднені міста
Наразі, Єреван поріднився з 27 містами:
| Місто           | Країна     | Рік    |
| --------------- | ---------- | ------ |
| Каррара         | Італія     | З 1965 |
| Подгориця       | Чорногорія | З 1974 |
| Антананаріву    | Мадагаскар | З 1981 |
| Кембридж        | США        | З 1987 |
| Марсель         | Франція    | З 1992 |
| Афіни           | Греція     | З 1993 |
| Ліон            | Франція    | З 1993 |
| Ставрополь      | Росія      | З 1994 |
| Ісфахан         | Іран       | З 1995 |
| Київ            | Україна    | З 1995 |
| Москва          | Росія      | З 1995 |
| Одеса           | Україна    | З 1995 |
| Флоренція       | Італія     | З 1996 |
| Тбілісі         | Грузія     | З 1996 |
| Бейрут          | Ліван      | З 1997 |
| Дамаск          | Сирія      | З 1997 |
| Санкт-Петербург | Росія      | З 1997 |
| Монреаль        | Канада     | З 1998 |
| Париж           | Франція    | З 1998 |
| Волгоград       | Росія      | З 1998 |
| Братислава      | Словаччина | З 2001 |
| Мінськ          | Білорусь   | З 2002 |
| Сан Паоло       | Бразилія   | З 2002 |
| Ахалцихе        | Грузія     | З 2005 |
| Кишинів         | Молдова    | З 2005 |
| Ростов-на-Дону  | Росія      | З 2005 |
| Лос Анджелес    | США        | З 2007 |
| Рига            | Латвія     | З 2013 |

## Відомі люди

### Народилися
- Бек-Назарян Амо Іванович (1891—1965) — радянський вірменський кінорежисер, сценарист, актор
- Абрамян Хорен Бабкенович (1930—2004) — актор театра і кіно, театральний режисер
- Джигарханян Армен Борисович (1935—2020) — радянський, російський і вірменський актор, театральний режисер і педагог
- Роберт Амірханян (* 1939) — вірменський композитор і громадський діяч
- Ашот Анастасян (1964—2016) — вірменський шахіст; міжнародний гросмейстер.
- Самвел Єрвинян (* 1966) — вірменський скрипаль, доктор мистецтвознавства, соліст гурту «Yanni», один з кращих скрипалів світу.
- Єсаян Нуне Мартіківна (* 1969) — вірменська співачка.
- Артур Єдігарян (* 1987) — футболіст, півзахисник клубу «Пюнік» та національної збірної Вірменії.